# Parc du Plessis-Tison
Pour les articles homonymes, voir Tison.
Le parc du Plessis-Tison est un jardin paysager ouvert au public de la ville de Nantes d'une superficie de 1,394 ha, il se trouve dans le quartier Nantes Erdre.

## Localisation
Son entrée principale est située au rond-point de Paris, à l'angle des boulevards Jules-Verne à l'est et des Belges au sud. Il est limité à l'ouest par la rue de Racapé et est mitoyen du lycée Blanche-de-Castille au nord.

## Historique

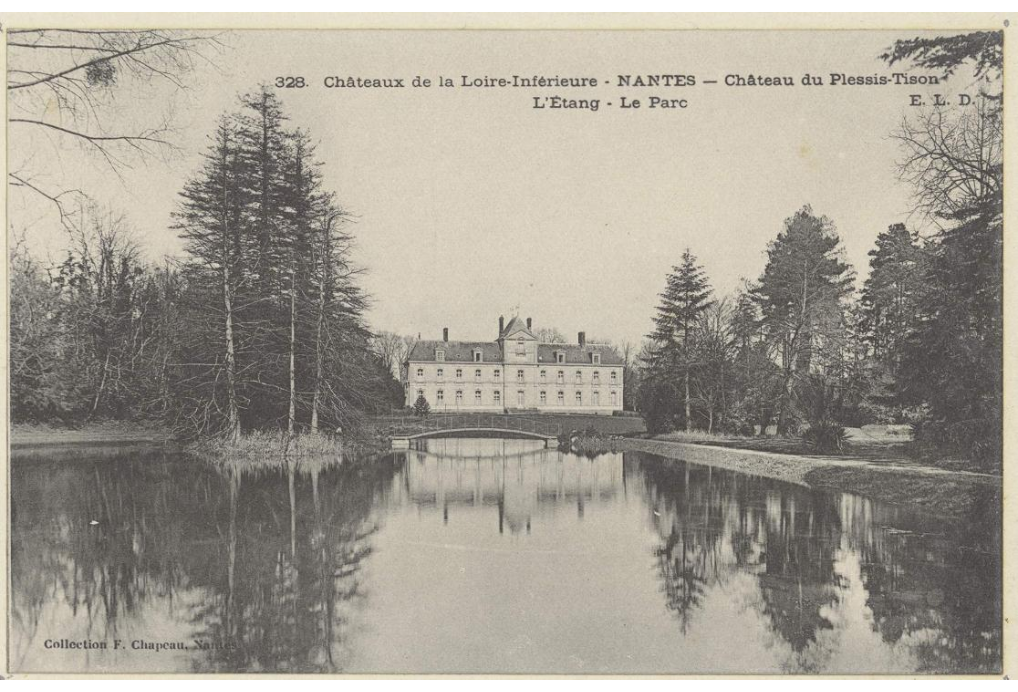
Le château du Plessis-Tison.

Le château et le domaine du Plessis-Tison ont appartenu à la famille de La Tullaye jusqu'en 1929, date à laquelle le marquis René de La Tullaye acheva le morcellement de sa propriété, avec la vente du château lui-même à la communauté des sœurs Ursulines de Nantes pour y installer le lycée Blanche-de-Castille. Le reste du domaine fut vendu en plusieurs lots qui seront très vite construits. 

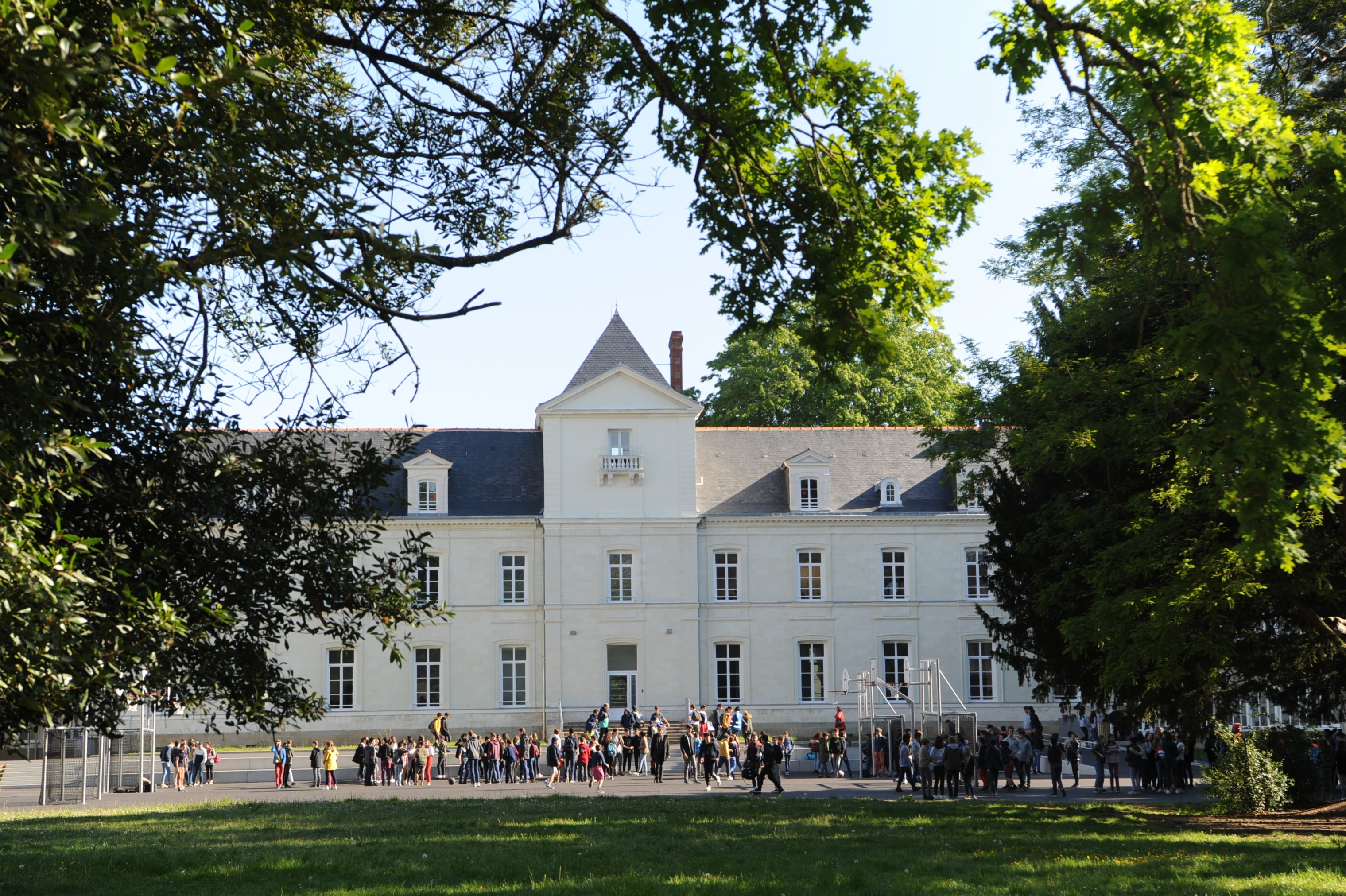
Château du Plessis Tison - 2019

Le parc a été créé, à la suite de l'achat en 1926 par la municipalité d'une partie de ce domaine,.
Il fut progressivement aménagé durant les années 1930.

## Description
Cernés de hauts murs, notamment le long des boulevards, il comporte une pataugeoire - héritière d'une ancienne pièce d'eau visible sur les anciens plans - et des jeux destinés aux enfants.
 
On y trouve de nombreuses espèces de chênes.

Il possède une « colline » comparable, bien que de moindre importance, à celle du Jardin des plantes. Ce monticule a été érigé dans les années 1870, lors du creusement de l'étang voisin (actuellement situé sur le site du lycée). 

## Coordonnées de localisation des lieux cités
1. ↑  Château du Plessis-Tison : 47° 14′ 13″ N, 1° 32′ 04″ O